# Erna Minder
Erna Minder (* 4. April 1939 in Graz) ist eine ehemalige österreichische Politikerin (SPÖ).

## Leben
Erna Minder besuchte das 2. Bundesrealgymnasium für Mädchen in der Pestalozzistraße in Graz, wo sie 1957 maturierte. Danach trat sie in den Postdienst ein. Nachdem sie 1961 die Prüfung der Staatsrechnungswissenschaften an der Universität Graz abgelegt hatte, wurde sie zuerst Buchhalterin und später Amtsdirektorin der Post-Direktion Graz. Sie ist Mitglied der Gewerkschaft der Post- und Fernmeldebediensteten und war dort die erste Frau in der steirischen Landesleitung.
Als SPÖ-Mitglied wurde sie stellvertretende Frauenvorsitzende der SPÖ-Graz, Präsidiumsmitglied des Grazer SPÖ-Vorstandes, stellvertretende Vorsitzende der SPÖ-Steiermark und Mitglied des erweiterten Vorstandes der SPÖ-Fraktion der Arbeiterkammer. Von 1986 bis 1996 gehörte sie zwei Perioden lang dem Steirischen Landtag an, hier war sie unter anderem Vorsitzende des Sozialausschusses, Fraktionsvorsitzende im Personalbeirat sowie im familienpolitischen Beirat und Ersatzmitglied im Kollegium des Landesschulrates. Ab 1992 war sie stellvertretende Vorsitzende der sozialdemokratischen Landtagsfraktion. Nach ihrem Ausscheiden aus dem Landtag zog sich Minder aus der Politik zurück.
Laut einem Gemeinderatsbeschluss vom 28. November 2002 wurde sie am 12. Dezember 2002 bei einer Festsitzung zur Bürgerin der Stadt Graz ernannt.

## Sonstiges
Im Jahr 2015 wurde an der Universität Graz in der Master-Arbeit „Sie haben uns als notwendiges Übel akzeptiert“ die Problematik der politischen Arbeit von Frauen im Österreichischen Gewerkschaftsbund an den Beispielen Erna Minder und Hilde Aluani beschrieben.